# Sarsocythere patuxiensis
Sarsocythere patuxiensis är en kräftdjursart. Sarsocythere patuxiensis ingår i släktet Sarsocythere och familjen Cytheridae. Inga underarter finns listade i Catalogue of Life.